# Eparchia owrucka
Eparchia owrucka – jedna z eparchii Ukraińskiego Kościoła Prawosławnego Patriarchatu Moskiewskiego. Jej obecnym biskupem ordynariuszem jest metropolita owrucki i korosteński Wissarion (Stretowycz), zaś funkcję katedry pełni sobór Przemienienia Pańskiego w Owruczu.

Eparchia owrucka na tle podziału administracyjnego UKP PM

Eparchia została założona decyzją Świętego Synodu Ukraińskiego Kościoła Prawosławnego Patriarchatu Moskiewskiego z 22 czerwca 1993 poprzez wydzielenie z eparchii żytomierskiej. Nowa administratura kościelna objęła część rejonów obwodu żytomierskiego: owrucki, korosteński, olewski, maliński, radomyski, narodycki, wołodarski, emilczyński, łuhyński i brusiływski. W momencie powstania podlegało jej 135 parafii. Do 2007 liczba ta wzrosła do 225 parafii, w których pracuje 135 kapłanów.
W 2001 metropolita kijowski i całej Ukrainy Włodzimierz (Sabodan) poświęcił sobór katedralny, wznoszony od podstaw od 1991. Łącznie w okresie istnienia eparchii na jej terytorium zbudowano 61 nowych obiektów sakralnych. Działają również trzy monastery:
- monaster Kazańskiej Ikony Matki Bożej w Czołowiczach, męski
- monaster Atoskiej Ikony Matki Bożej w Czołowiczach, żeński
- monaster św. Bazylego w Owruczu, męski